# JChatIRC
JChatIRC est un client IRC graphique. C'est un logiciel libre distribué selon les termes de la licence GNU GPL version 2. Il est écrit en Java.
La dernière version sortie date de 2004.

## Fonctionnalités
- Disponible en français et en anglais ;
- Simplicité d'utilisation ;
- Support des scripts beanshell et Python ;
- Support des skins et de Plugins ;
- Disponible sous forme d'applet pour pages web ;
- Support du protocole de MSN Messenger (par un plugin).